# Cambrai Volley
Maillots
Actualités
Le Cambrai Volley  (anciennement Cambrai Volley Elan du Cambrésis ou CVEC) est un club français de volley-ball évoluant en Ligue B, basé à Cambrai, dans le département du Nord, en région des Hauts-de-France. Le club est  issu de la montée du club amateur du Volley-Ball Club Cambrai en 2004, qui a depuis gardé son nom.

## Histoire

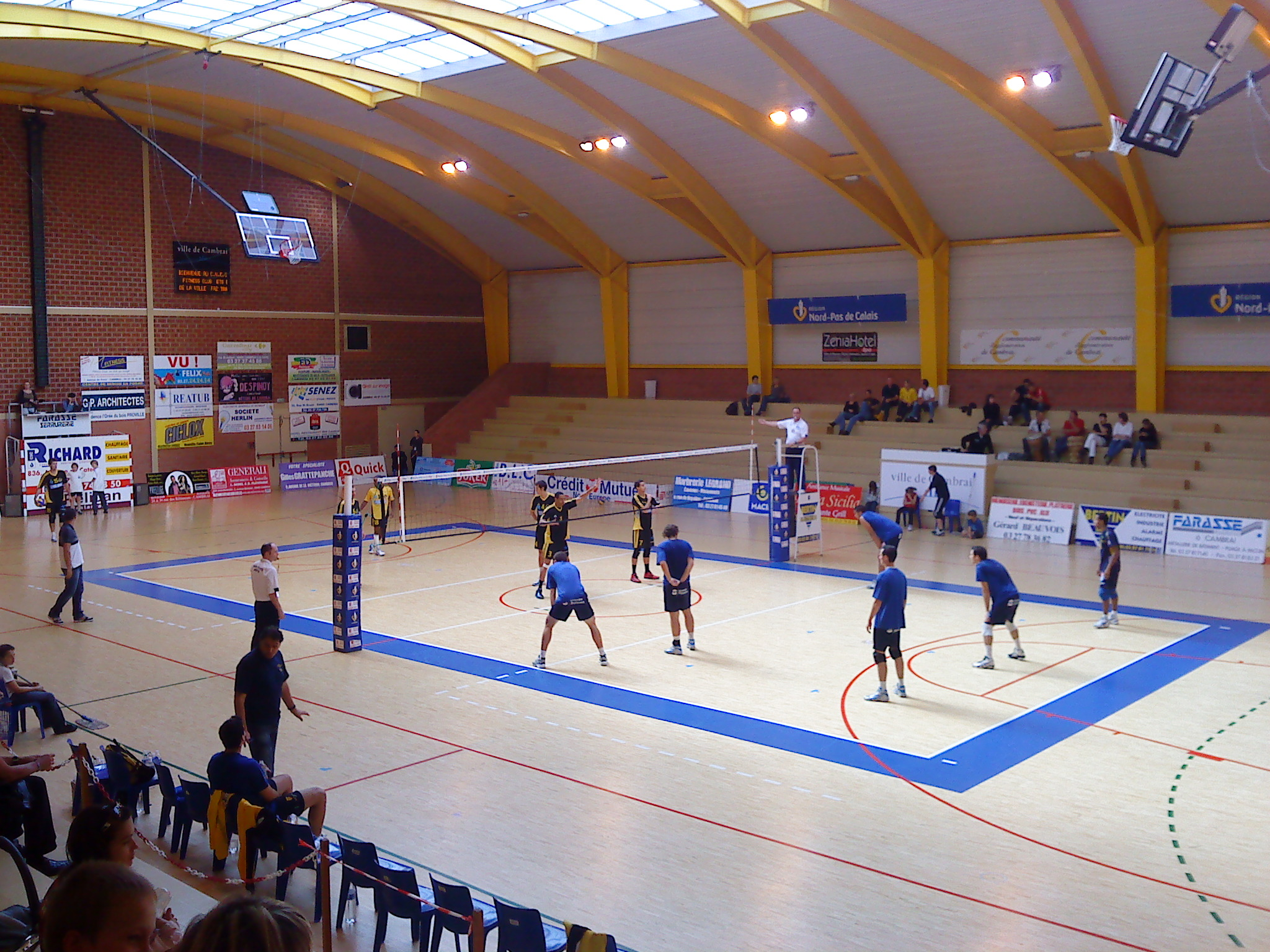
Le tournoi de la Ligue 2010
salle Jean-Marie Vanpoulle.

1949 : mise en place d'un terrain de volley-ball sur les installations de l'Union Nautique de Cambrai.
1950 : création d'une section volley-ball au Club Léo Lagrange de Cambrai.
1951 : participation d'une équipe masculine aux compétitions UFOLEP.
1952 : inscription d'une équipe féminine aux compétitions UFOLEP.
1973 : première participation d'une équipe masculine du Club Léo Lagrange aux compétitions FFVB.
Première édition du Tournoi de Pâques par équipes de 3 joueurs.
1974 : création d'une école de volley-ball.
Participation d'une équipe de cadets aux compétitions FFVB.
1975 : inauguration du gymnase Pasteur, futur fief du Volley-ball Cambrésien.
1977 : Cambrai accueille la journée des cadettes et cadets, organisée par la Ligue des Flandres.
1978 : le gymnase Pasteur accueille France - Suède masculin.
1980 : les juniors masculins sont sacrés Champions des Flandres.
Les minimes garçons remportent la Coupe du Nord.
1982 : les minimes garçons sont sacrés Champions du Nord.
1985 : les cadets sont sacrés Champions du Nord.
Les benjamines sont sacrées Championnes du Nord et des Flandres.
1986 : Cambrai accueille la journée Denis BERTEAU, 2000 enfants au stade de la Liberté.
Les juniors masculins sont sacrés Champions des Flandres.
1987 : les cadets sont sacrés Champions du Nord.
1989 : organisation à Cambrai du tour final du championnat de France junior masculin (12 équipes pendant cinq jours, dans trois gymnases).
1990 : les benjamins remportent la Coupe du Nord.
1994 : création du Volley-Ball Club de Cambrai.
L'équipe senior masculine accède au championnat de national III.
Les seniors masculins B sont sacrés Champions du Nord et remportent la Coupe du Nord.
Les benjamins remportent la Coupe du Nord.
1995 : les cadets remportent le Challenge Nord.
Les benjamins remportent la Coupe du Nord.
Défaite des cadets en finale de la coupe des Flandres face à Hellemmes.
Inauguration de la nouvelle salle Jean-Marie-Vanpoulle.
1996 : les cadets sont sacrés Champions du Nord.
1997 : les juniors filles se qualifient pour la poule finale du championnat de France à Saint Louis.
Les juniors filles remportent la Coupe des Flandres.
Les cadets sont sacrés Champions des Flandres.
Les minimes filles remportent le Challenge Nord.
1998 : les cadets se qualifient pour le tour final du championnat de France à Mont de Marsan.
Les juniors masculins sont sacrés Champions des Flandres.
Les cadets remportent la Coupe des Flandres.
Les benjamins sont sacrés Champions du Nord.
1999 : organisation à Cambrai du tour final du championnat de France junior masculin (8 équipes pendant trois jours, dans deux gymnases).
Les juniors masculins remportent la Coupe des Flandres.
2000 : Cambrai accueille les Interzones (sélections départementales minimes et benjamins - garçons et filles).
Triplé historique en Coupe des Flandres avec la victoire des seniors filles, des seniors garçons et des juniors garçons.
L'équipe senior féminine accède au championnat de National III, et remporte le titre de Championne des Flandres.
Les espoirs masculins se qualifient pour le tour final du championnat de France à Colmar.
Les juniors masculins se qualifient pour le tour final du championnat de France à Maromme.
Les juniors masculins sont sacrés Champions des Flandres et remportent la Coupe des Flandres.
Les minimes masculins sont sacrés Champions du Nord.
2001 : l'équipe senior masculine accède au championnat de national II.
Les juniors masculins se qualifient pour le tour final du championnat de France à Villers-Cotterêts.
Les juniors masculins sont sacrés Champions des Flandres.
2002 : les espoirs masculins se qualifient pour le tour final du championnat de France à Harnes.
Les minimes masculins remportent la Coupe du Nord.
Les espoirs remportent l'ODI (tournoi en Hollande).
2003 : l'équipe senior masculine accède au championnat de Nationale 1.
Les cadets sont sacrés Champions des Flandres.
Les poussins sont sacrés Champions des Flandres.
Cambrai accueille la Finale du Championnat de France Juniors.
2004 : l'équipe senior masculine accède au championnat de ProB. Jean-Michel Machut nommé Président, crée le CVEC et distingue donc les professionnels du club amateur.
Les poussins sont sacrés Champions des Flandres.
Cambrai accueille les Interzones Poussins.
2005 : l'équipe senior masculine termine 6e du championnat de ProB et 3e de sa poule de play-offs.
Les seniors Féminines C accèdent en Régionale 3. Elles sont sacrées Championnes du Nord et remportent la Coupe du Nord.
Les benjamins sont sacrés Champions du Nord et remportent la Coupe du Nord.
Les benjamines se qualifient pour le tour final du Championnat de France. Elles terminent 12e
2006 : l'équipe senior masculine termine 3e du championnat de ProB, et 3e de sa poule de play-offs.
Les benjamins sont vice-champions de France, champions du Nord, Vainqueur de la coupe du Nord et champions des Flandres. Artem obtient le titre de meilleur serveur de France.
2007 : l'équipe pro termine 6e, ils ne sont pas qualifiés pour les demi-finales pour l'accession en ProA.
Les benjamins rééditent leur performance, ils sont vice-champions de France une nouvelle fois, mais ce match fut très serré. Artem a le titre de meilleur joueur de France
L’équipe senior féminine A termine 1e en Accession Nationale et accède en Nationale 3. Elle remporte la Coupe des Flandres.
L’équipe seniors masculin C termine 1e en régionale 3 et accède en Régionale 2. Elle finit finaliste de la Coupe des Flandres.
L’équipe senior féminine B termine 1e en départementale excellence et accède en Régionale 3. Elle remporte la Coupe du Nord. 2007 est aussi la première année où le CVEC a un groupe de supporters officiel. Les Blue Eagles 59 ont été créés.
2008 : l'équipe senior masculine termine 5e du championnat de Pro B et se qualifie pour les play-offs (défaite 0/3 2/3 en demi-finale face à St Quentin).
Les minimes se qualifient pour le tour final du Championnat de France à Rennes. Ils finissent 6èmes.
L'équipe senior masculine C accède en accession nationale.
L'équipe senior féminine B accède en Régionale 2.
2009 : l'équipe pro masculine A termine à la 9e place du championnat de ligue B.
Les cadets sont vice-champions des Flandres.
Les minimes garçons sont champions du Nord et remportent la Coupe du Nord. Ils participent également au tour final du Championnat de France à Pfastatt. Artem y obtient le titre de meilleur serveur et meilleur joueur.
Cambrai accueille la finale de la Coupe de France des benjamins.
2010 : l’équipe pro masculine A termine à la 4e place du championnat de ligue B.
Les seniors masculins B remportent le titre de champion des Flandres.
Les seniors masculins B accèdent au championnat de Nationale 3.
Les seniors féminines A remportent la Coupe des Flandres.
Les cadettes sont finalistes de la Coupe des Flandres.
2011 : l'équipe pro masculine A termine 6e et rate les play-offs d'une place.
L'équipe B masculine descend de Nationale 3.
L'équipe A féminine descend de Régionale 1.
2012 : l'équipe pro masculine A termine 11e de ligue B. Jean-Michel Machut cède sa place de président à Laurent Debel.
2013 : l'équipe pro masculine A termine 8e de ligue B.
2014 : l'équipe pro masculine A termine 9e de ligue B.
2015 : l'équipe pro masculine A termine 8e de ligue B. Elle participe aux play-offs ; Jean Michel Machut succède à Laurent Debel et reprend la présidence du CVEC.
2016 : l'équipe pro masculine A termine 4e de ligue B.
2017 : changement de nom. Le CVEC devient le Cambrai Volley.
2020 : pour la première fois de son histoire, le Cambrai Volley termine 1er de la Ligue B, au terme d'une saison écourtée par la pandémie de Covid-19, et accède à l'élite.
2021 : la formation cambrésienne, pour la première saison de son histoire au plus haut niveau, réussit l'exploit de se qualifier pour les playoffs en terminant 6e de la saison régulière. En quarts de finale, les Nordistes éliminent en 2 matchs (3-0, 3-1) le 3e du Championnat, Narbonne, puis s'inclinent (1-3, 2-3) en demi-finales face à Cannes, le futur champion de France.
2022 : l'équipe vit un championnat compliqué, terminant à la 13e et avant-dernière place de la saison régulière. Elle doit participer aux play-downs, un tournoi disputé par les 6 dernières équipes au classement et qui détermine celle qui sera reléguée. Le Cambrai Volley y remporte 8 de ses 10 matchs (le meilleur bilan de ces play-downs), et se maintient dans l'élite.
2023 : la saison 2022-2023 est un véritable calvaire. Cambrai termine à la dernière place du championnat avec 10 points seulement et un bilan désastreux : 2 victoires acquises lors de la 1ère et 3e journée et 24 défaites. L'équipe est ainsi logiquement reléguée sportivement en Ligue B après 3 saisons au plus haut niveau.
Le 3 avril 2023 l'entraîneur Gabriel Denys quitte le club. Quelque temps après, le président du club démissionne lui aussi et est remplacé par Christophe Duriez.

### Palmarès

#### Seniors
- Coupe de France fédérale : vainqueur en 2004 ;
- Championnat de France de Ligue B : 1er en 2020 ;
- Championnat de France de Nationale 2 : vainqueur en 2003 ;
- Championnat de France de Nationale 1 : finaliste en 2004.

#### Jeunes
Coupe de France Benjamins masculins : finaliste en 2006 puis 2007.

### Bilan saison par saison
| Saison    | Division    | Saison régulière | Matchs joués | Victoires | Défaites | Sets Pour | Sets Contre | Quotient Sets | Affluence moyenne | Phase finale      | Coupe de France   |
| 1999-2000 | Nationale 3 | 5e               | 22           | 13        | 9        | 49        | 33          | 1,485         | n.c.              | NQ                | 3e tour           |
| 2000-2001 | Nationale 3 | 2e               | 22           | 19        | 3        | 62        | 22          | 2,818         | n.c.              | NQ                | 1/32e de finale   |
| 2001-2002 | Nationale 2 | 3e               | 22           | 15        | 7        | 51        | 28          | 1,821         | n.c.              | NQ                | 1er tour          |
| 2002-2003 | Nationale 2 | 2e               | 22           | 18        | 4        | 58        | 23          | 2,522         | n.c.              | NQ                | non-participation |
| 2003-2004 | Nationale 1 | 1er              | 14           | 11        | 3        | 37        | 22          | 1,682         | n.c.              | 2e                | vainqueur*        |
| 2004-2005 | Pro B       | 6e               | 22           | 11        | 11       | 43        | 46          | 0,935         | 772               | 3e                | 1/16e de finale   |
| 2005-2006 | Pro B       | 3e               | 22           | 16        | 6        | 55        | 34          | 1,618         | 958               | 3e                | 1/16e de finale   |
| 2006-2007 | Pro B       | 6e               | 26           | 14        | 12       | 54        | 46          | 1,174         | 794               | NQ                | non-participation |
| 2007-2008 | Pro B       | 5e               | 26           | 14        | 12       | 56        | 52          | 1,077         | 725               | demi-finale       | non-participation |
| 2008-2009 | Pro B       | 9e               | 26           | 11        | 15       | 48        | 54          | 0,889         | 737               | NQ                | non-participation |
| 2009-2010 | Ligue B     | 4e               | 26           | 14        | 12       | 52        | 46          | 1,130         | 712               | pas de playoffs** | 1er tour          |
| 2010-2011 | Ligue B     | 6e               | 26           | 14        | 12       | 52        | 46          | 1,130         | 894               | NQ                | 1/16e de finale   |
| 2011-2012 | Ligue B     | 11e              | 26           | 9         | 17       | 47        | 60          | 0,783         | n.c.              | NQ                | 4e tour           |
| 2012-2013 | Ligue B     | 8e               | 26           | 13        | 13       | 52        | 51          | 1,020         | n.c.              | NQ                | 2e tour           |
| 2013-2014 | Ligue B     | 9e               | 26           | 13        | 13       | 52        | 54          | 0,963         | n.c.              | NQ                | 1/4 de finale     |
| 2014-2015 | Ligue B     | 8e               | 26           | 14        | 12       | 52        | 51          | 0,979         | n.c.              | 3e                | 1/8 de finale     |
| 2015-2016 | Ligue B     | 5e               | 21           | 9         | 12       | 35        | 45          | 0,993         | n.c.              | 1/4 de finale     | -                 |
| 2016-2017 | Ligue B     | 4e               | 20           | 13        | 7        | 49        | 32          | 1,075         | n.c.              | 1/4 de finale     | -                 |
| 2017-2018 | Ligue B     | 3e               | 20           | 11        | 7        | 44        | 29          | 1,517         | n.c.              | demi-finale       | 1er tour          |
| 2018-2019 | Ligue B     | 2e               | 22           | 17        | 5        | 57        | 32          | 1,781         | n.c.              | demi-finale       |                   |
| 2019-2020 | Ligue B     | 1er              | 16           | 13        | 3        | 42        | 16          | 2,625         | n.c.              | annulée***        |                   |
| 2020-2021 | Ligue A     | 6e               | 26           | 15        | 11       | 57        | 48          | 1,19          | n.c.              | demi-finale       | annulée           |
| 2021-2022 | Ligue A     | 13e              | 26           | 7         | 19       | 35        | 62          | 0,56          | n.c.              | NQ                | 1/8 de finale     |
| 2022-2023 | Ligue A     | 14e              | 26           | 2         | 24       | 24        | 73          | 0,33          | n.c.              | NQ                | 1/8 de finale     |
| 2023-2024 | Ligue B     | 3e               | 22           | 12        | 10       | 43        | 42          | 1,02          |                   | demi-finale       | 1/4 de finale     |
| Saison    | Division    | Saison régulière | Matchs joués | Victoires | Défaites | Sets Pour | Sets Contre | Quotient Sets | Affluence moyenne | Phase finale      | Coupe de France   |

NQ : non qualifié ; n.c. : non communiquée ; (*) Coupe Nationale, n'opposant que des clubs évoluant en Nationale 1, Nationale 2 ou Nationale 3 ; (**) Durant la saison 2009-2010, il n'y avait qu'une accession directe en Ligue A ; (***) saison écourtée en raison de la pandémie de Covid-19.

### Entraîneurs du club
| Année       | Entraîneur         | Palmarès |
| ----------- | ------------------ | --- |
| 1972-2000   | Yves Marquaille    | montée de l'équipe première jusqu'en Nationale 3 |
| 2000-2010   | Christophe Haffner | montée de l'équipe première de la Nationale 3 à la Ligue B en 5 saisons, finaliste du Championnat de France de Nationale 1 en 2004 et vainqueur de la Coupe de France fédérale en 2004 |
| 2010-2014   | Ratko Peris        | 1/4 de finaliste de coupe de France 2014 |
| 2014-2016   | Cedric Dubois      | double participation aux play-offs, 1/4 de finaliste de la Coupe de France de 2016 |
| 2016-2021   | Gabriel Denys      | montée dans l'élite en 2020, participation aux playoffs de 2021 |
| 2021-2022   | Roman Ondrusek     | |
| 2022-2023   | Gabriel Denys      | |
| depuis 2023 | Harry Brokking     | |

### Logos

Logo du VBCC amateur.
Logo du CVEC de 2004 à 2010.
Logo du CVEC de 2010 à 2017.
Logo actuel.

### Capitaines
| Nom               | Période     |
| ----------------- | ----------- |
| Emmanuel Gernez   | 2000-2003   |
| Yuriy Korovyansky | 2003-2004   |
| Bertrand Morelle  | 2004-2006   |
| Galin Radichkov   | 2006-2012   |
| Geoffrey Meyer    | 2012-2014   |
| Maxime Dillies    | 2014-2016   |
| Yannick Bazin     | 2016-2021   |
| Gregor Ropret     | 2021-2022   |
| Baptiste Geiler   | 2022-2023   |
| Paul Villard      | depuis 2023 |

## Effectifs

### Effectif actuel
| No                                        | Nom                                       | Date de naissance                         | Taille                       | Poids                        | Poste                        |
| ----------------------------------------- | ----------------------------------------- | ----------------------------------------- | ---------------------------- | ---------------------------- | ---------------------------- |
|                                           |                                           |                                           |                              |                              |                              |
| Encadrement technique                     | Encadrement technique                     |                                           | Légende                      | Légende                      | Légende                      |
| Entraîneur : Harry Brokking               | Entraîneur : Harry Brokking               | Entraîneur : Harry Brokking               | : Capitaine                  | : Capitaine                  | : Capitaine                  |
| Entraîneur(s) adjoint(s) : Ludovic Kupiec | Entraîneur(s) adjoint(s) : Ludovic Kupiec | Entraîneur(s) adjoint(s) : Ludovic Kupiec | : Joueur blessé actuellement | : Joueur blessé actuellement | : Joueur blessé actuellement |

## Web TV
En juin 2011, le CVEC a lancé sa web TV sur YouTube.

Logo de la chaîne Cambrai Volley TV.